# Normativa Reach
La Normativa REACH (Registre (R), Avaluació (E), Autorització (A), de Substàncies Químiques (CH)) és el Reglament europeu relatiu al registre, avaluació, autorització i restricció de les substàncies i barreges químiques.
El reglament REACH es va aprovar el 18 de desembre de 2006 i va entrar en vigor l'1 de juny de 2008, amb l'objectiu de protegir a les persones i al medi ambient. Aquesta normativa europea és de compliment obligatori per a fabricants, importadors, usuaris intermedis i distribuïdors
L'aplicació del Reglament REACH es basa en diversos procediments, que s'apliquen segons la perillositat i el volum de fabricació, importació o ús de cada substància o preparat químic. Aquests procediments són el preregistre, el registre, l'avaluació, l'autorització i les restriccions.

## Objectius
L'objectiu global del REACH és incrementar el nivell de protecció de la seguretat i la salut de les persones i del medi ambient davant dels riscos associats a la fabricació, importació, distribució i utilització de substàncies i preparats químics, alhora que promou la competitivitat de la indústria química europea.
Els objectius concrets que persegueix el reglament, a banda de millorar la protecció de les persones i el medi ambient davant les substàncies químiques, són:
- Proporcionar un marc únic per a totes les substàncies i preparats químics.
- Eliminar o reduir les substàncies químiques especialment preocupants.
- Millorar la competitivitat de la indústria química de la Unió Europea
- Garantir la lliure circulació de substàncies en el mercat intern de la Unió Europea
- Minimitzar els programes d'assajos amb animals.

## Obligacions
Les responsabilitats i obligacions que es deriven del REACH són les següents:
1. els fabricants o importadors de substàncies, si tracten amb quantitats superiors a les establertes (s'inclouen les substàncies i els preparats químics que puguin ser alliberats durant el seu ús), han de documentar la seguretat de les seves substàncies. Igualment, qui tracti amb substàncies i preparats químics han d'aportar les mesures necessàries de gestió del risc i facilitar la transmissió de les recomanacions. Aquesta obligació afecta tant els productors com els importadors.

1. els usuaris intermedis (qualsevol persona física o jurídica diferent del fabricant o de l'importador, que utilitza la substància en el transcurs de les seves activitats industrials o professionals) són responsables d'avaluar els riscos que puguin comportar els usos que facin de les substàncies, en el cas que aquests riscos no apareguin en la fitxa de seguretat química que han de rebre del seu proveïdor.

1. Els fabricants, importadors i usuaris intermedis són els responsables de definir les mesures de gestió dels riscos més adequats per garantir un alt nivell de protecció del medi ambient i de la salut humana.